# Szejdi-dúlás
A Szejdi-dúlás vagy Szejdi-járás óriási pusztítást okozó török-tatár támadás volt Magyarország tiszántúli területei, illetve Erdély ellen 1660-ban. Nevét a fosztogató és gyilkoló csapatok főparancsnokáról, Szejdi Ahmed budai pasáról kapta.

## Külpolitikai háttér
A kalandos külpolitikai akciókra vállalkozó II. Rákóczi György erdélyi fejedelem önállósodása sok bosszúságot okozott a török portának. Rákóczi megbüntetésére röviddel azután látták elérkezettnek az időt, hogy  a fejedelem 1657-es lengyelországi hadjáratában elvesztette csaknem egész hadseregét.
A szultán 1660 tavaszán Szejdi pasát bízta meg, hogy indítson hadjáratot és távolítsa el a trónról Rákóczi Györgyöt. Szejdi hatvanezer embert (köztük tatár csapatokat) és 60 ágyút szedett össze a támadáshoz.

## A támadás
A hajdúvárosok hadnagyai 1660. február 12-én polgári tanácskozásukon úgy határoztak, hogy felveszik a harcot a feléjük készülő Szejdi ellen, és felkelésre szólították Szabolcs vármegye népét, „mivel immár tsak induló félben vadnak az ebek …”.
A hajdúk Szoboszló (a mai Hajdúszoboszló) és Nádudvar határában gyülekeztek, Gyulai Ferenc váradi kapitány azonban a török sereg nagy létszámát látva cserbenhagyta a hajdúkat és nem küldte el nekik a megígért segédcsapatokat.

### Hajdúszoboszló elpusztítása
A szoboszlói főparancsnok, Kecskeméthi Balázs hadnagy április 29-én 250-300 hajdúval vitézül védte a (ma már nem létező) kis-szoboszlói régi, lőréses templom körül kiépített állásokat. A (ma már szintén nem létező) Török-dombon sátorozó Szejdi janicsárjainak első rohamát vissza is verték, a nagy túlerő azonban végül győzött.
Szejdi pasa kegyetlen bosszút állt: „a férfiaknak mind fejek szedték, és a vezér maga eleibe kihordatni parancsolván, mind egyig megnyúzatja bőröket az agy koponyájáról levonatja, azokat szalmával megtölteti és szekerekre számán úgy rakatja vala, sőt, hogy a hadakozás alatt minden fejet hozzá vinnének, minden fejtől egy-egy tallért rendelt és fogyatkozás nélkül adatott vala.” – írta a kortárs nagyváradi Szalárdy János (aki később Nagyvárad kapitulációjának pontjait szerkesztette).
A törökök ezután teljesen elpusztították a várost és a foglyul ejtett nőkkel és gyerekekkel együtt továbbvonultak.

### Debrecen
Útban Debrecen felé és utána Szejdi csapatai fosztogattak, égettek és öltek. Májusban a törökök végigpusztították Bihart és a Szilágyságot. Az 1660-as évszám a dúlás emléke miatt a vidék nagyon sok településének történetébe égett bele. Ekkor pusztultak el örökre többek közt a Nagyrábé közelében lévő Rétszentmiklós és Dancsháza falvak. (Nagyrábét újraépítették.) Zsáka vára sikerrel állt ellen.
Debrecenbe érve a pasa kegyetlenül megkínoztatta a város vezetőit és óriásinak számító, százezer talléros sarcot csikart ki.

### A szászfenesi csata
Szejdi 1660. május 22-én összecsapott Rákóczi Györggyel és a szászfenesi csatában tönkreverte a fejedelem csapatait. Maga Rákóczi súlyos fejsebet kapott, Váradra vitték, ahol június 7-én meghalt.

### Nagyvárad
Ezután, július 13-án, Szejdi Nagyvárad ostromába fogott. Tüzérségét a Szent Péter (Kálvária-) és a Szent István-hegyeken helyeztette el. A szükséges 4–5000 helyett a helyőrség csak 850 fős volt, főleg katonai kiképzés és gyakorlat nélküli városi polgárok és diákok, Balogh Máté alkapitány és helyettese, Rácz János parancsnoksága alatt. Az osztrák császár kérésük ellenére sem küldött segítséget.
Hiába védekeztek keményen a védők, végül csak háromszázan maradtak, többnyire sebesültek, és augusztus 27-én végül meg kellett adniuk magukat: Nagyvárad, amelyet 130 év magyarországi hódításai alatt sem tudott megszerezni a török, 1660. augusztus 28-án török kézre került. A törökök óriási pusztítást vittek végbe a városban, amelynek eleste egyben Erdély bukását is jelentette.
Lerombolták a város templomait, kivéve a palota templomát, amit mecsetté alakítottak. Elpusztultak a város híres királyszobrai is: anyagukból ágyút öntöttek. A várat és a várost ezután, mint Evlija Cselebi leírja, a törökök újjáépítették, számos dzsámit húztak fel, virágzó oktatást és kereskedelmet hoztak létre.

## Emlékezete
Hajdúszoboszlón a hősi halált halt hajdúk emlékére emlékművet emeltek. A török harcok emlékét őrzi Hajdúszoboszlón az óévbúcsúztató szokás, a szilveszteri csergetés.